# Fuego en la sangre (banda sonora)
La banda sonora de Fuego en la Sangre es el material discográfico lanzado el 14 de noviembre de 2008 incluyendo los temas musicales e incidentales de la telenovela Fuego en la sangre.

## Lista de canciones
1. "Me He Equivocado" (Hermanos Reyes)
2. "Fuego en la Sangre (Incidental)
3. "Esclavo y amo"- (Eduardo Yáñez)
4. "Juan (Incidental)"
5. "Juan charrasqueando"
6. "Fernando (Incidental)"
7. "Gabriela (Incidental)
8. "Yo no me caso compadre"
9. "Oscar (Incidental)"
10. "La Canalla"
11. "Por una cabeza"
12. "El Bombón asesino"- (Ninel Conde)
13. "Un montón de estrellas"- (Eduardo Yáñez)
14. "Yo lo comprendo"
15. "Pueden decir"
16. "Golpes en el corazón"
17. "Noche de ronda"
18. "El cable"- (Ninel Conde)
19. "Si quieres verme llorar"
20. "Suspenso Malvado y Miedo
21. "Para siempre"- (Vicente Fernández)...Tema principal de la telenovela[2]
22. "Amor a medias" - Nora Salinas